# Abraxas basicaerulea
Abraxas basicaerulea är en fjärilsart som beskrevs av Hutchinson 1969. Abraxas basicaerulea ingår i släktet Abraxas och familjen mätare. Inga underarter finns listade i Catalogue of Life.